# Xanthopimpla crassipes
Xanthopimpla crassipes là một loài tò vò trong họ Ichneumonidae.